# 福斯卡 (昆迪納馬卡省)

福斯卡是哥倫比亞的城鎮，位於該國中部，由昆迪納馬卡省負責管轄，距離首府波哥大62公里，始建於1627年，面積126平方公里，海拔高度1,886米，2005年人口6,506。
4°20′N 73°56′W / 4.333°N 73.933°W